# 波米叔叔的前世今生
《波米叔叔的前世今生》，於2010年5月在坎城影展首映，由泰國導演阿比查邦·韋拉斯塔古執導的泰國電影，獲得第63屆坎城影展金棕櫚獎。

## 劇情
波米叔叔知道自己患上絕症腎衰竭末期，覺得一切都是因果報應。他回到泰國鄉郊的舊居龍眼農場渡過餘生。在那裡，波米叔叔遇見已過身的妻子及失蹤多年已化為猴靈的兒子等幽靈。原來妻子是來照顧他，他開始沉思自己患病的原因，在亡妻子的幽靈及其他親人的陪同下，穿過森林找到一個山洞，似乎就是他前生的出生地，開始了一回奇妙旅程......

## 相關
- 第63屆坎城影展金棕櫚獎
- 第5屆亞洲電影大獎最佳電影

## 外部連結
- 互联网电影数据库（IMDb）上《波米叔叔的前世今生》的资料（英文）
- Box Office Mojo上《波米叔叔的前世今生》的資料（英文）
- Metacritic上《波米叔叔的前世今生》的資料（英文）
- 爛番茄上《波米叔叔的前世今生》的資料（英文）
- 豆瓣电影上《波米叔叔的前世今生》的資料 （简体中文）